# La France (BZN)
La France is een nummer van de Volendamse band BZN uit 1986.
Het lied heeft Engelstalige coupletten en een Franstalig refrein. Het werd uitgebracht als tweede single van het album Heartbreaker, hoewel de groep hier aanvankelijk het nummer Let's go surfing voor beoogd had. Door de enthousiaste ontvangst van La France bij het publiek werd echter voor dit nummer gekozen.
La France stond zeven weken in de Nederlandse Top 40 en behaalde daarin de twaalfde plaats. Ook stond het nummer negen weken in de Nationale Hitparade, waar het de elfde plaats bereikte.